# Drahoš Jirotka
Drahoš Jirotka (20. září 1915 Třebíč, Rakousko-Uhersko – 21. února 1958, USA) byl československý hokejový útočník. Držitel jedné bronzové medaile z Mistrovství světa v ledním hokeji 1938.

## Životopis
Drahoš Jirotka emigroval poprvé před Hitlerem po německé okupaci, bojoval v řadách československé armádní jednotky v Anglii, zúčastnil se invaze a následně bojoval i u Dunkerque. Po skončení války vzhledem k politickému vývoji v Československu emigroval podruhé, tentokráte společně s bratrem Zdeňkem.

## Hráčská kariéra
Člen hokejového oddílu SK Prostějov, v druhé polovině třicátých let hrál za pražskou Spartu.

## Reprezentační kariéra
V reprezentačním dresu odehrál dle oficiálních statistik 21 zápasů, ve kterých vstřelil 7 gólů. Reprezentoval Československo v období let 1935 – 1938 na třech mistrovství světa a jedenkrát na olympijských hrách.